# 孟扬
孟扬（1965年—），男，汉族。北京商学院（现北京工商大学）管理系83级商业企业管理专业本科毕业，管理系87级研究生毕业，经济学硕士。现任国家市场监督管理总局副局长。
2004年，作为中央国家机关第四批援藏干部从北京进入西藏，出任西藏自治区人民政府副秘书长，同时任援藏干部第二组领队。2007年，由第四批援藏干部转为第五批，期间，主要协助西藏自治区政府负责常务工作和经济方面的工作。回到国务院办公厅后，担任国务院办公厅秘书二局巡视员，后出任秘书一局局长。2015年5月，任国务院副秘书长。
2021年2月19日，国务委员、公安部部长赵克志在河内会见越南国防部部长吴春历，共同签署了双方关于建立边境管理和口岸边防检查三级执法合作机制的协议，时任国务院副秘书长孟扬陪同参加会见。